# Egentliga ålar
Ålfiskarna (Anguillidae) är en familj benfiskar som omfattar cirka 15–20 mestadels sötvattenlevande arter i ett enda släkte, Anguilla. 
Arterna lever i sötvatten, men reproducerar sig i hav. De har avlånga, rörlika, närmast ormliknande kroppar.
Ålfiskar har andra fiskar, kräftdjur, groddjur, maskar och insektslarver som föda. De undviker gamla kadaver.

## Arter i släktetAnguilla
- Europeisk ål (A. anguilla)
- A. australis
- A. bengalensis
- A. bicolor
- A. breviceps
- A. celebensis
- Nyzeeländsk ål (A. dieffenbachi)
- A. interioris
- Japansk ål (A. japonica)
- A. malgumora
- A. marmorata
- A. megastoma
- A. mossambica
- A. nebulosa
- A. nigricans
- A. obscura
- A. reinhardtii
- Amerikansk ål (A. rostrata)